# Bagitto
Il bagitto è un dialetto giudeo-italiano utilizzato dagli ebrei in Italia; in Toscana e in Corsica in senso lato, e in senso stretto dalla comunità di Livorno.
Si tratta di un linguaggio misto giudeo-livornese, con una base assai prossima all'italiano, arricchito di componenti toscane, spagnole, portoghesi, ebraiche, arabe e tracce di greco, turco e yiddish, con una produzione anche letteraria che si è prolungata fino agli anni cinquanta del XX secolo.
Per capire questa mescolanza bisogna tener conto che la comunità ebraica di Livorno usava:
- l'ebraico antico come lingua sacra,
- il portoghese come lingua ufficiale della comunità (sino all'epoca napoleonica);
- lo spagnolo sefardita come lingua di testi letterari ed epigrafici;
- l'italiano, come lingua dei rapporti con la società toscana.

Il bagitto propriamente detto era dunque la forma espressiva degli ebrei livornesi, prevalentemente usato come gergo specializzato nei rapporti interni alla comunità.
In tutto l'ebraismo sefardita sono presenti alcune caratteristiche linguistiche comuni. La base è il castigliano del Cinquecento parlato con un forte accento nasalizzato. Sono frequenti gli scambi di consonanti e di vocali e molto numerosi i prestiti dall'italiano. La parlata giudeo-portoghese, caratteristica della prima comunità ebraica livornese, lasciò relativamente poche tracce a fronte di un prevalere della componente ebraico-spagnola.
La letteratura in bagitto non è ricca, ma significativa. Si ricordano, tra gli ebrei, Cesarino Rossi, Guido Bedarida e Mario della Torre (Meir Migdali); tra i non ebrei (che impiegano il bagitto, o meglio, una sua banalizzazione a scopi di dileggio) Giovanni Guarducci.
Con la dispersione della comunità ebraica livornese a seguito degli avvenimenti della seconda guerra mondiale, del bagitto sono rimaste solo poche tracce.